# Micrommata
Genre
Synonymes
- Sparassus Walckenaer, 1805

Micrommata est un genre d'araignées aranéomorphes de la famille des Sparassidae.

## Distribution
Les espèces de ce genre se rencontrent en Europe, Asie et en Afrique.

## Liste des espèces
Selon World Spider Catalog (version 24.5, 23/10/2023) :
- Micrommata aljibica Urones, 2004
- Micrommata biggi Jäger, 2023
- Micrommata darlingi Pocock, 1901
- Micrommata diesenhoff Jäger, 2023
- Micrommata formosa Pavesi, 1878
- Micrommata ligurina (C. L. Koch, 1845)
- Micrommata virescens (Clerck, 1757)

## Systématique et taxinomie
Ce genre a été décrit par Latreille en 1804.
Sparassus a été placé en synonymie par Jäger en 1999.

## Publication originale
- Latreille, 1804 : Histoire naturelle générale et particulière des Crustacés et des Insectes. Paris, vol. 7, p. 144-305.